# Jiří Rychlík
Jiří Rychlík (* 24. listopadu 1977, Příbram) je bývalý český fotbalista, obránce.

## Fotbalová kariéra
Odchovanec Dobříše. V české lize hrál za FC Marila Příbram, SK Slavia Praha, FK Mladá Boleslav a Bohemians Praha 1905. Nastoupil ve 222 ligových utkáních a dal 7 gólů. Ve slovenské lize hrál za MFK Ružomberok. V nižších soutěžích hrál i za FK Dukla Praha. Na amatérské úrovni hrál za SK Černolice, SK Spartak Příbram a MFK Dobříš. V evropských pohárech nastoupil ve 8 utkáních.

## Ligová bilance
| Ročník                          | Zápasy | Góly | Klub                 |
| ------------------------------- | ------ | ---- | -------------------- |
| 2. česká fotbalová liga 1996/97 | 1      | 0    | FC Dukla             |
| Gambrinus liga 1997/98          | 1      | 0    | FC Dukla             |
| Gambrinus liga 1998/99          | 7      | 0    | FC Dukla Příbram     |
| Gambrinus liga 1999/00          | 16     | 1    | FC Dukla Příbram     |
| Gambrinus liga 2000/01          | 24     | 1    | FC Marila Příbram    |
| Gambrinus liga 2001/02          | 28     | 1    | FC Marila Příbram    |
| Gambrinus liga 2002/03          | 24     | 1    | FC Marila Příbram    |
| Gambrinus liga 2003/04          | 29     | 2    | FC Marila Příbram    |
| Gambrinus liga 2004/05          | 3      | 0    | FC Marila Příbram    |
| Gambrinus liga 2004/05          | 18     | 0    | SK Slavia Praha      |
| Gambrinus liga 2005/06          | 24     | 1    | FK Mladá Boleslav    |
| Corgoň liga 2006/07             | 1      | 0    | MFK Ružomberok       |
| 2. česká fotbalová liga 2006/07 | 15     | 1    | Bohemians Praha 1905 |
| Gambrinus liga 2007/08          | 10     | 0    | Bohemians Praha 1905 |
| 2. česká fotbalová liga 2007/08 | 15     | 2    | FK Dukla Praha       |
| Gambrinus liga 2009/10          | 28     | 0    | Bohemians Praha 1905 |
| Gambrinus liga 2010/11          | 10     | 0    | Bohemians Praha 1905 |
| CELKEM česká 1. liga            | 222    | 7    |                      |